# Eckhard Meyer
Eckhard Meyer ist ein ehemaliger deutscher Basketballspieler. Er war deutscher Meister und spielte in der Nationalmannschaft des Deutschen Basketball Bund.

## Karriere

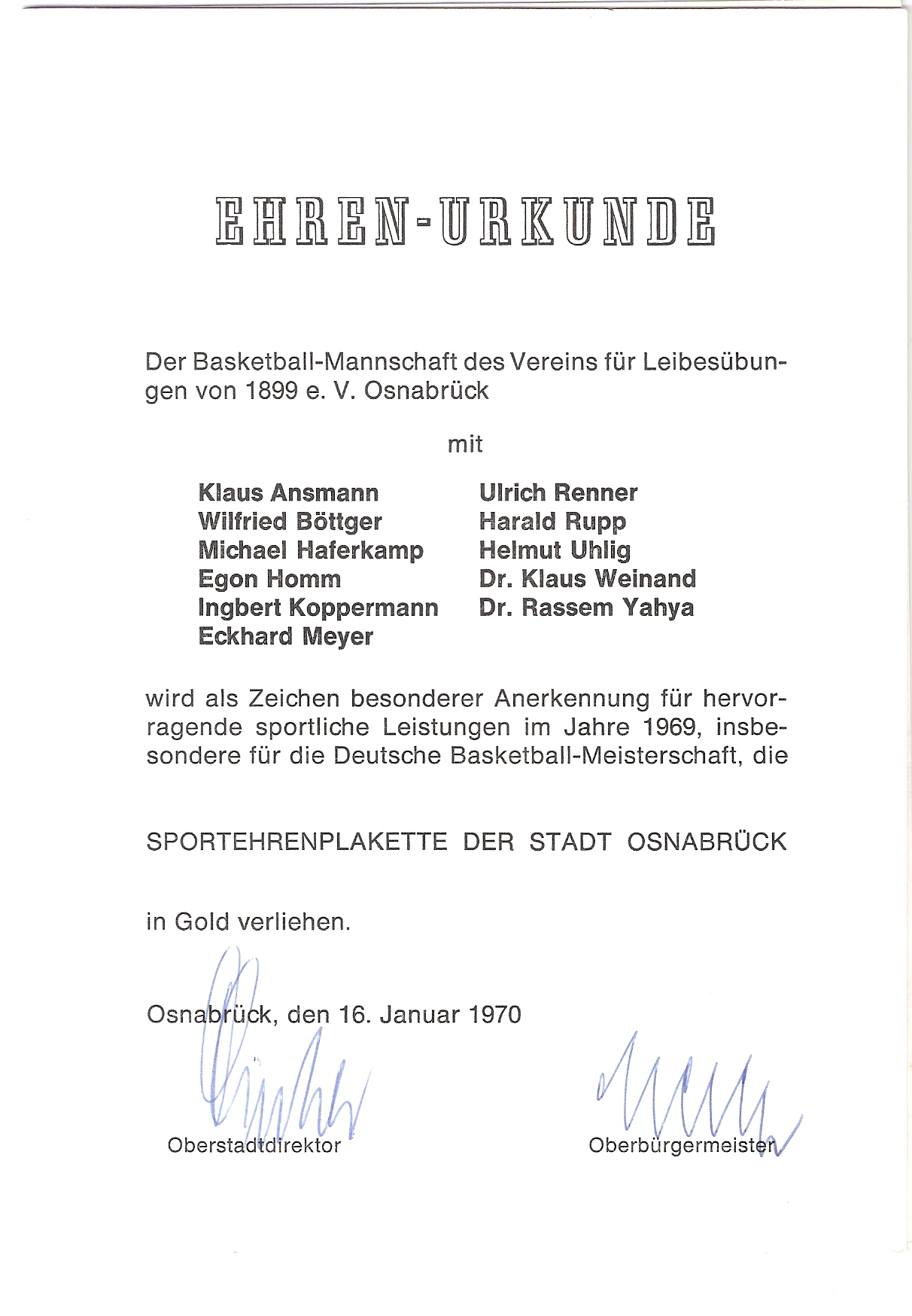
Sportehrenplakette der Stadt Osnabrück in Gold, verliehen am 16. Januar 1970

1969 wurde Meyer mit dem VfL Osnabrück deutscher Meister und erhielt wie seine Mannschaftskameraden als Anerkennung die Goldene Sportehrenplakette der Stadt Osnabrück verliehen. In der Saison 1969/70 trat er mit dem VfL im Europapokal der Landesmeister an. In dem Wettbewerb erfolgte in der ersten Runde das Ausscheiden gegen Honvéd Budapest, Meyer erzielte im Hinspiel zwei und im Rückspiel neun Punkte.
Im August 1970 war Meyer mit 11,4 Punkten je Begegnung bester Korbschütze der bundesdeutschen Auswahl bei der FIBA-Junioreneuropameisterschaft in Griechenland. In der A-Nationalmannschaft des DBB wurde er zwischen April 1973 und Dezember 1975 in zwölf Länderspielen eingesetzt.
Mit dem BC Giants Osnabrück spielte Meyer 1983/84 erneut in der Basketball-Bundesliga. In den 1980er Jahren war Meyer Trainer des TSV Quakenbrück.

### Erfolge mit dem VfL Osnabrück
- 1969 Deutscher Basketballmeister
- 1969 Finalist im Wettbewerb um den DBB-Pokal
- 1969 Deutscher A-Jugend-Vizemeister[ANM 1][7]
- 1970 Finalist im Wettbewerb um den DBB-Pokal